# (523647) 2010 VV224
(523647) 2010 VV224 est un objet transneptunien qui pourrait être une planète naine potentielle.